# ヴィオラ・エルジュビェタ・チェシンスカ
ヴィオラ・エルジュビェタ・チェシンスカ（ポーランド語：Wiola Elżbieta Cieszyńska；チェコ語：Viola Alžběta Těšínská, 1291年頃 - 1317年9月21日）は、ボヘミア王兼ポーランド王ヴァーツラフ3世の妃。チェシン公ミェシュコ1世の娘。母は不明だが、おそらくグジミスワヴァという名だったとされる。「ヴィオラ」の名は父方の曾祖母であるオポーレ公妃ヴィオラにちなむ。

## 生涯
ヴィオラ・エルジュビェタは1305年10月5日、ポーランド王を兼ねるボヘミア王ヴァーツラフ3世とブルノで結婚した。この結婚の理由は必ずしも定かでない。後世の年代記作者はヴィオラが類いまれな美貌の持ち主だったためだと記すが、彼女の父ミェシュコ1世はヴァーツラフ3世にとって封臣の一人に過ぎず、どう見ても不釣り合いな縁組であった。結婚の本当の理由はヴィオラの美しさではなく、むしろボヘミア、ポーランド両王国の国境に位置するチェシンの戦略的な重要性を慮ったためかも知れない。結婚式の4日後の10月9日、ヴァーツラフ3世は長年の許嫁であったハンガリー王アンドラーシュ3世の一人娘エルジェーベトとの婚約を破棄し、ハンガリー王位に対する要求権をすべて放棄した。
結婚後、ヴィオラはエルジュビェタ（アルジュベータ）と名前を変えた。しかし王妃にとっての結婚生活は、夫の放縦な生活スタイルや「身分違いの」結婚に強く反対していたボヘミア貴族達の冷遇のため、幸福とはいえないものだった。10ヶ月後の1306年8月4日、オロモウツに滞在中のヴァーツラフ3世は不可解な状況下で暗殺され、ヴィオラは15歳で未亡人となった。国王夫妻がまだ幼かったためか、王妃は懐妊していなかった。金も行く場所もなく、ヴィオラは義妹のアンナ、エリシュカと共に女子修道院に身を寄せた。義妹達はボヘミアの王位継承争いに身を投じたが、ヴィオラはこうした紛争に関わらなかった。
有力者インジヒ・ズ・リペーの逮捕後、今やボヘミア王妃となっていたエリシュカとそのドイツ人の夫ヨハン・フォン・ルクセンブルクは、当時はリペーの娘と婚約していた有力貴族ペトル1世・ズ・ロジュンベルク（1347年没）を自分達の味方につけようと試みた。ロジュンベルクはすぐに婚約を解消し、国王夫妻の側近の仲間入りをした。この新しい同盟者との関係を強化するため、ヨハンは先王の未亡人であるヴィオラとロジュンベルクの縁組をお膳立てした。2人は1316年に結婚したが、ヴィオラはその翌年の1317年9月21日に亡くなった。ヴィッシ・ブロト修道院内にあるロジュンベルク家の地下納骨堂に埋葬された。